# Alain Mbegham Tengoh
Alain Mbegham Tengoh (ur. 8 marca 1991) – kameruński zapaśnik walczący w stylu wolnym. Brązowy medalista mistrzostw Afryki w 2014 i szósty w 2015 roku.